# Municipio de Ferris
El municipio de Ferris (en inglés: Ferris Township) es un municipio ubicado en el condado de Montcalm en el estado estadounidense de Míchigan. En el año 2010 tenía una población de 1422 habitantes y una densidad poblacional de 15,21 personas por km².

## Geografía
El municipio de Ferris se encuentra ubicado en las coordenadas 43°19′57″N 84°53′44″O / 43.33250, -84.89556. Según la Oficina del Censo de los Estados Unidos, el municipio tiene una superficie total de 93.52 km², de la cual 93.33 km² corresponden a tierra firme y (0.2%) 0.19 km² es agua.

## Demografía
Según el censo de 2010, había 1422 personas residiendo en el municipio de Ferris. La densidad de población era de 15,21 hab./km². De los 1422 habitantes, el municipio de Ferris estaba compuesto por el 98.31% blancos, el 0.14% eran afroamericanos, el 0.63% eran amerindios, el 0.14% eran asiáticos, el 0.14% eran isleños del Pacífico, el 0.28% eran de otras razas y el 0.35% pertenecían a dos o más razas. Del total de la población el 2.6% eran hispanos o latinos de cualquier raza.